# Muhumusa
Muhumusa (también se escribe Muhumuza, Muhumsa y Nyiragahumusa), fue una temida líder de la práctica espiritual del Nyabinghi en África oriental, que tuvo influencia en Ruanda y Uganda de 1850 a 1950. Se dice que Muhumusa fue una médium del espíritu de una legendaria mujer africana, conocida como Nyabinghi (también se escribe Nyabingi, y Nyabyinshi) Según algunas fuentes ruandesas, su nombre original era Muserakande, y estuvo casada y tuvo un hijo llamado Biregeya con Kigeli Rwabugiri, el Rey de Ruanda de 1867 a 1895. Tras la muerte de Rwabugiri en 1895 y el golpe de Estado en Rucunshu en 1896, que fue orquestado por la esposa favorita de Rwabugiri, Kanjogera, para derrocar a su sucesor elegido, Rutarindwa, y entronizar a su hijo, Musinga, Muhumusa supuestamente huyó al norte, a Mpororo, con su hijo para escapar de la masacre. Otras fuentes, sin embargo, afirman que Muhumusa se llamaba originalmente Nyakayoga y que había estado casada con Rutarindwa antes de su muerte.

## Liderazgo espiritual
Independientemente de los detalles de su afiliación a la corte de Ruanda, poco después de llegar a Mpororo, Muhumusa se hizo conocida como una umugirwa popular, o médium del Nyabinghi. Las tradiciones orales de la región reconocen muchos posibles orígenes del Nyabingi, las leyendas más destacadas en la actualidada atribuyen a Kitami, una reina del reino de Mpororo —en el actual sur de Uganda y norte de Ruanda— del siglo XVIII, cuyo asesinato por su marido, Murari, fue seguido de una serie de desastres naturales y otros acontecimientos catastróficos. Después de su muerte, se consideró que cualquier atrocidad ocurrida se debía a la venganza de Nyabinghi, mientras que cualquier cosa buena que ocurriera se atribuía a su interferencia positiva que ejercía a través de médiums que habían sido poseídos por su espíritu. Estas posesiones llevaron al surgimiento de una nueva práctica religiosa que los colonizadores europeos de la época denominaron ampliamente como un culto. Los adherentes proporcionaban regalos a los médiums de Nyabinghi, conocidos colectivamente como abagirwa, que luego hablaban con (y para) Nyabinghi para convencer al espíritu de que interviniera positivamente en la vida de las personas.

## Resistencia
Al reclamar la autoridad espiritual a través de Nyabinghi, Muhumusa pudo reunir al pueblo Abakiga del norte de Ruanda detrás de ella para desafiar la reivindicación del trono por parte de Musinga. Durante los años siguientes, levantó ejércitos y organizó una serie de insurrecciones destinadas a entronizar a su hijo, Biregeya, que según ella era el sucesor legítimo de Kigeli Rwabugiri, y animó a sus seguidores a rendirle homenaje a ella, en lugar de a la corte de Musinga. En respuesta, Musinga pidió ayuda a los colonizadores alemanes para derrotar el movimiento de Muhumusa. Los alemanes la arrestaron en 1908 por «brujería» y la encarcelaron en Bukoba hasta su fuga en 1911. Una vez más, huyó al norte, donde comenzó a reunir a sus seguidores, pero esta vez desafiando a los colonizadores alemanes y británicos que reclamaban la región, en colaboración con un líder umutwa llamado Basebya. Ellos estuvieron detrás de las primeras resistencias armadas contra la colonización en la región, y Muhumusa animó a sus seguidores a no temer a los cañones europeos porque Nyabinghi convertiría las balas de los europeos en agua. La rebelión de Muhumusa creó una gran preocupación entre los colonizadores europeos de la región, y también entre los misioneros europeos que intentaban difundir el cristianismo, incitando a los alemanes y británicos a unir sus fuerzas. El 29 de septiembre de 1911 rodearon a las fuerzas de Muhumusa y, tras una breve batalla, la arrestaron. Los británicos la escoltaron hasta Kampala, donde la mantuvieron bajo arresto domiciliario hasta su muerte en 1945.